# 史丹福大學圖書館

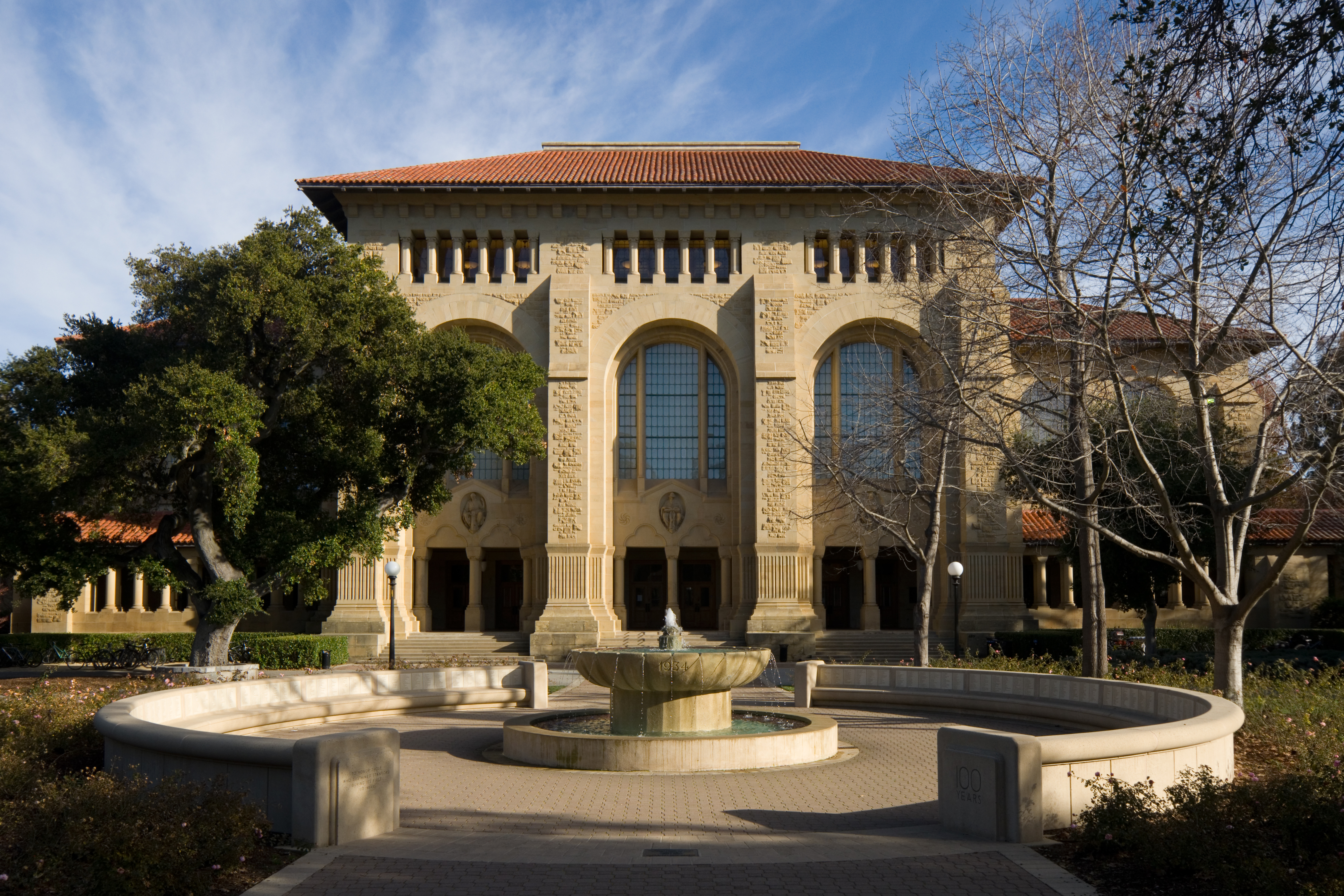
格林圖書館

史丹福大學圖書館（Stanford University Libraries、SUL），是美國加利福尼亞州史丹福大學的圖書館系統。現在史丹福大學圖書館包括超過24個圖書館，主圖書館是塞西爾·格林圖書館。

## 外部連結
- Stanford University Libraries website （页面存档备份，存于）